# 루펑기아
루펑기아(Lufengia)는 쥐라기 초-중기 지금의 중국 윈난성 루펑층(Lufeng Formation)에서 발견된 키노돈트이다. 루펭기아는 최대 8개의 표본으로 루펑층에서 가장 풍부한 키노돈트임을 나타낸다. 완모식표본인 MC V0009는 어금니와 입천장 뒤쪽이 있는 단편적인 연단이다. 또 다른 표본인 CVEB12001은 부분적으로 부서진 두개골이다.. 이 마지막 발견 덕분에, 디안중기아 롱기로스트라타(Dianzhongia longirostrata)라는 이름의 IVPP V5072는 루펭기아의 더 오래된 표본일 뿐이며, 루펑기아 두개골 크기가 31mm에서 74.6mm 사이로 다양하다는 것을 나타낸다. 새로운 표본은 또한 루펭기아가 현존하는 은색두더지쥐와 매너티와 같이 치아가 지속적으로 교체되었음을 보여주었으며, 이는 후두개가 여분이고 지속적으로 교체되었을 수 있음을 나타낸다.